# Ornesan
 Ornesan (en francès Ornézan) és un municipi francès situat al departament del Gers i a la regió d'Occitània.

## Geografia

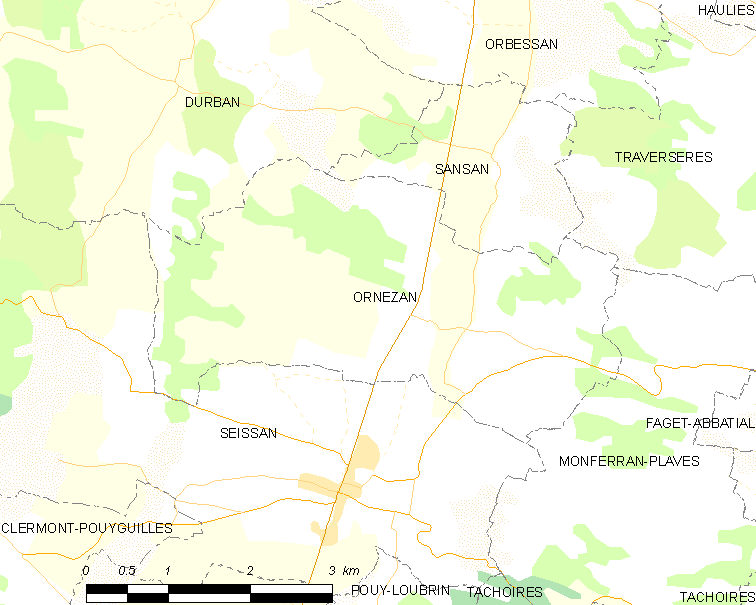
Mapa de la comuna de Ornesan

## Administració i política
| Període   | Identitat         | Partit |
| --------- | ----------------- | ------ |
|           |                   |        |
| 1945-1953 | Julien Labadens   |        |
| 1953-1959 | Julien Lacassagne |        |
| 1959-1968 | Germain Tico      |        |
| 1968-1983 | Julien Lacassagne |        |
| 1983-1989 | Guy Defaut        |        |
| 1989-2001 | Francis Meau      |        |
| 2001-     | Étienne Savary    | DVD    |

## Demografia

Població 1962-2008

| 1962                                       | 1968 | 1975 | 1982 | 1990 | 1999 | 2006 |
| ------------------------------------------ | ---- | ---- | ---- | ---- | ---- | ---- |
| 222                                        | 209  | 209  | 216  | 225  | 237  | 248  |
| Des de 1962: població sense dobles comptes |      |      |      |      |      |      |

## Llocs d'interès
- El castell
- Església de Santa Caterina

## Personatges il·lustres
- Édouard Lartet (1801-1871) : va habitar a Ornesan.

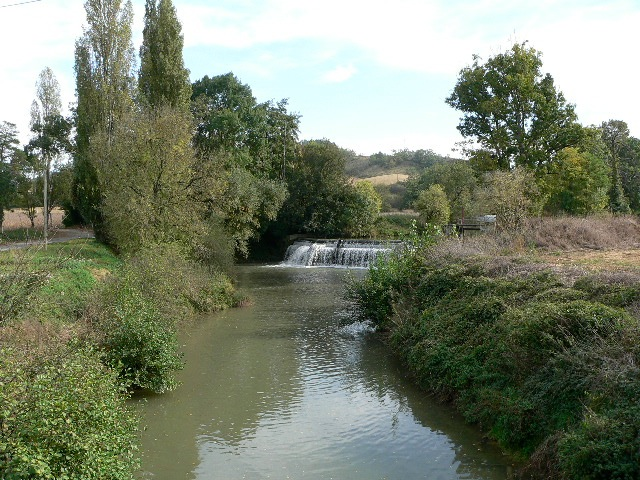
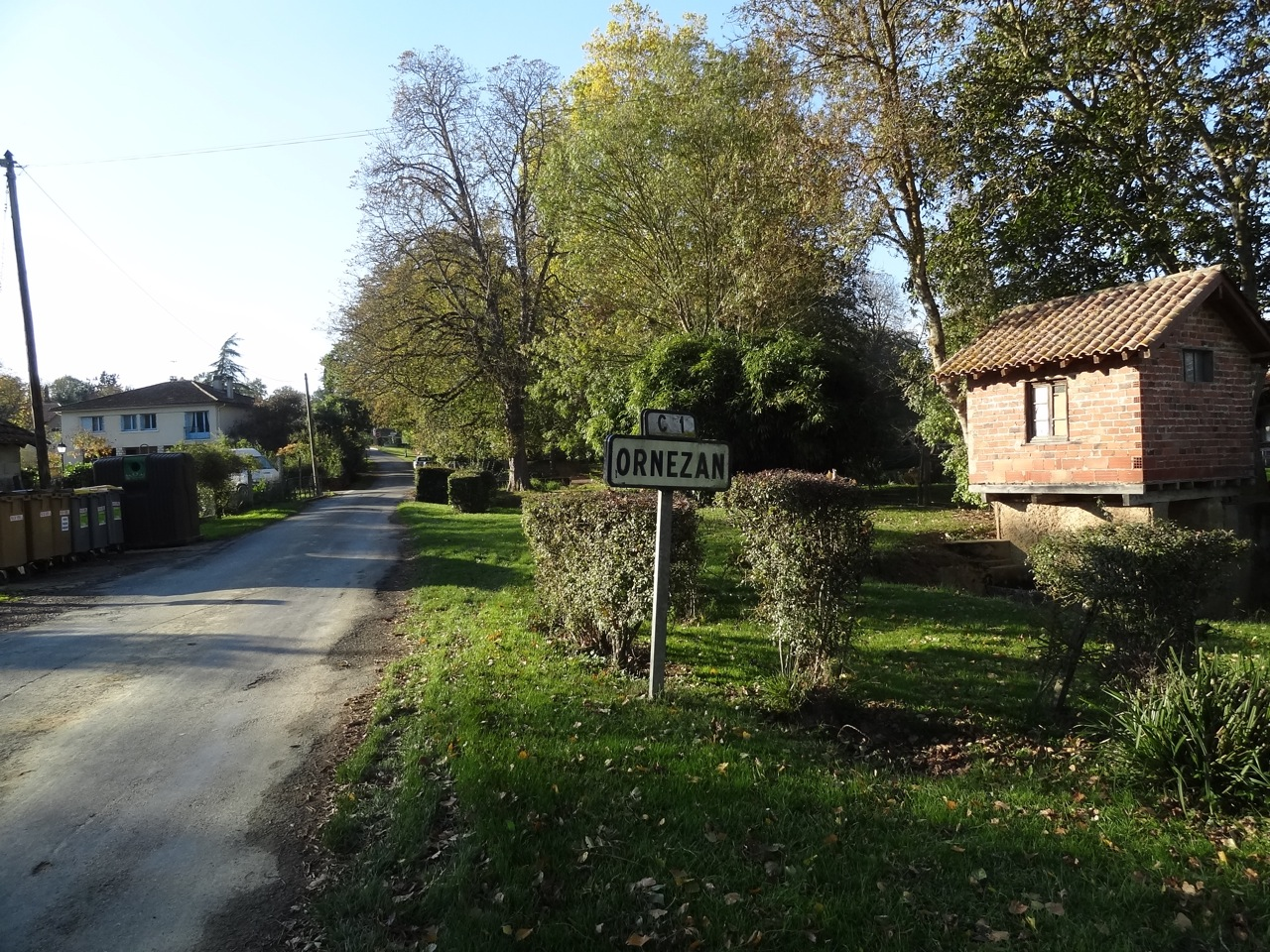
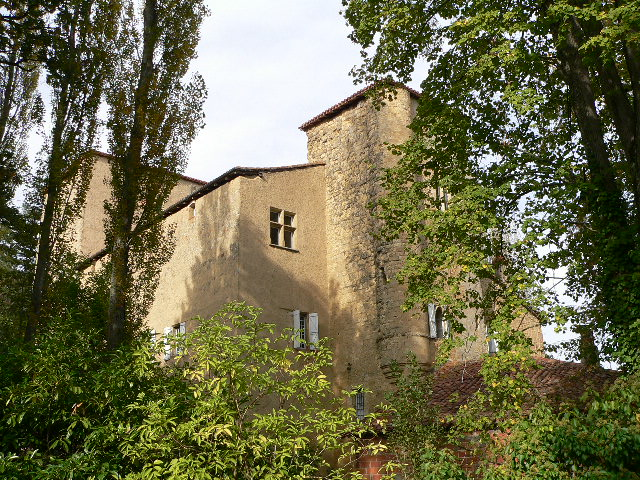
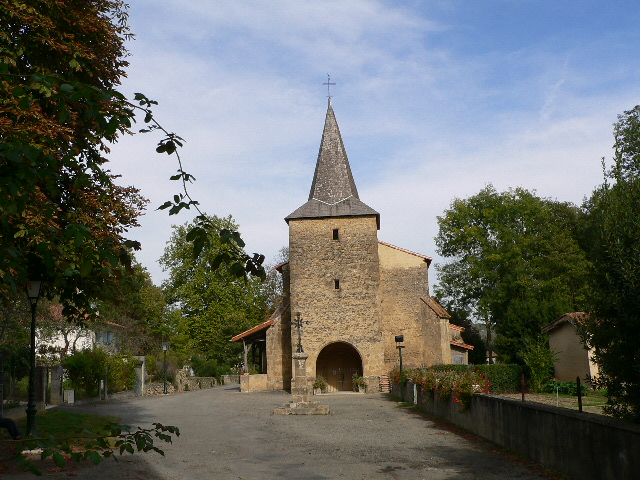
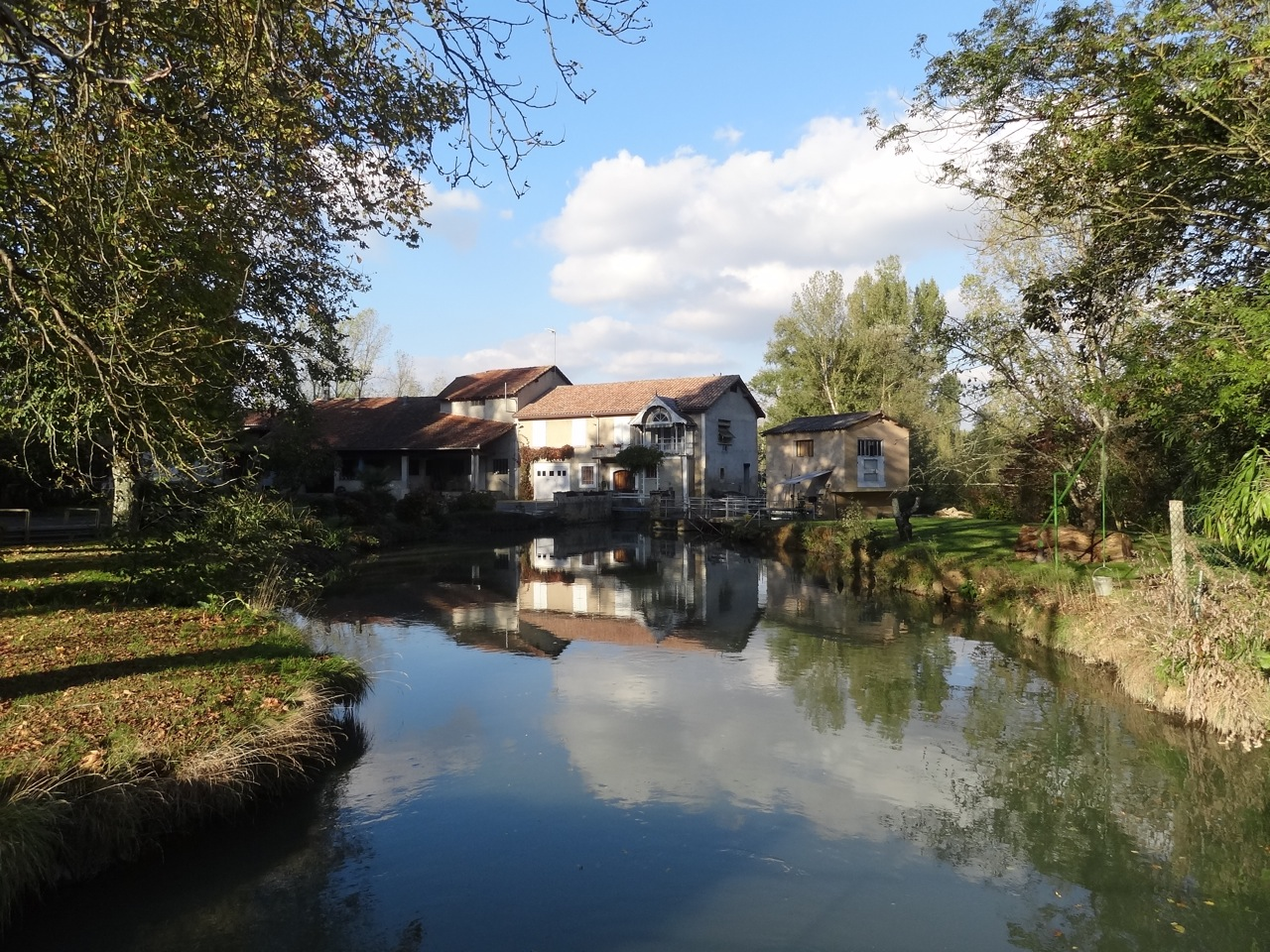